# Ivan Dimitrov
Pour les articles homonymes, voir Dimitrov.
Ivan Milanov Dimitrov (bulgare : Иван Миланов Димитров) (né le 14 mai 1935 à Sofia (Bulgarie) et mort le 1er janvier 2019 dans la même ville) est un joueur de football international bulgare qui évoluait au poste de défenseur.

## Biographie

### Carrière en club
Ivan Dimitrov joue 4 matchs en Ligue des champions avec le Lokomotiv Sofia lors de la saison 1964-1965.

### Carrière en sélection
Il joue avec l'équipe de Bulgarie entre 1957 et 1970. Il figure notamment dans le groupe des sélectionnés lors des coupe du monde de 1962 et de 1970. Il joue un total de 5 matchs en Coupe du monde (trois rencontres en 1962 et deux en 1970).
Il participe également aux JO de 1960 organisés à Rome.

## Palmarès
Lokomotiv Sofia
- Championnat de Bulgarie (1) :
  - Vainqueur : 1963-64.